# Chah-e Hajji Hoseyn Mazhdehpur va Shorka
Chah-e Hajji Hoseyn Mazhdehpur va Shorka (em persa: چاه حاجي حسين مژده پوروشركا, também romanizada como Chāh-e Ḩājjī Ḩoseyn Maždehpūr va Shorkā) é uma aldeia do distrito rural de Tirjerd, no condado de Abarkuh, na província de Yazd, Irã.